# 孟寨镇
孟寨镇，是中华人民共和国河南省漯河市舞阳县下辖的一个乡镇级行政单位，位于舞阳县城北10公里处，南与文峰乡隔澧河相望，北连马村乡，东与姜店乡为邻，西与叶县地域接壤。孟寨镇原名孟寨乡，1999年3月撤乡建镇。镇政府驻地于1994年3月由孟寨村迁至现华阳大道。

## 行政区划
孟寨镇下辖以下地区：
介庄村、宋桥村、干杨村、邵店村、寇庄村、吴庄村、黑郭村、福来王村、孟寨村、黄庄村、梅庄村、龙东村、龙西村、周马庄村、魏寨村、潘楼村、刘集村、罗庄村、大周庄村、曹孟村、寨子王村、孙李村、小王庄村、柿园胡村、赵马村、效集村、孟王村、丰庄村、澧河村、周柴村、邢王村、大丁湾村、小丁湾村和吉米张村。